# Wasserscheide

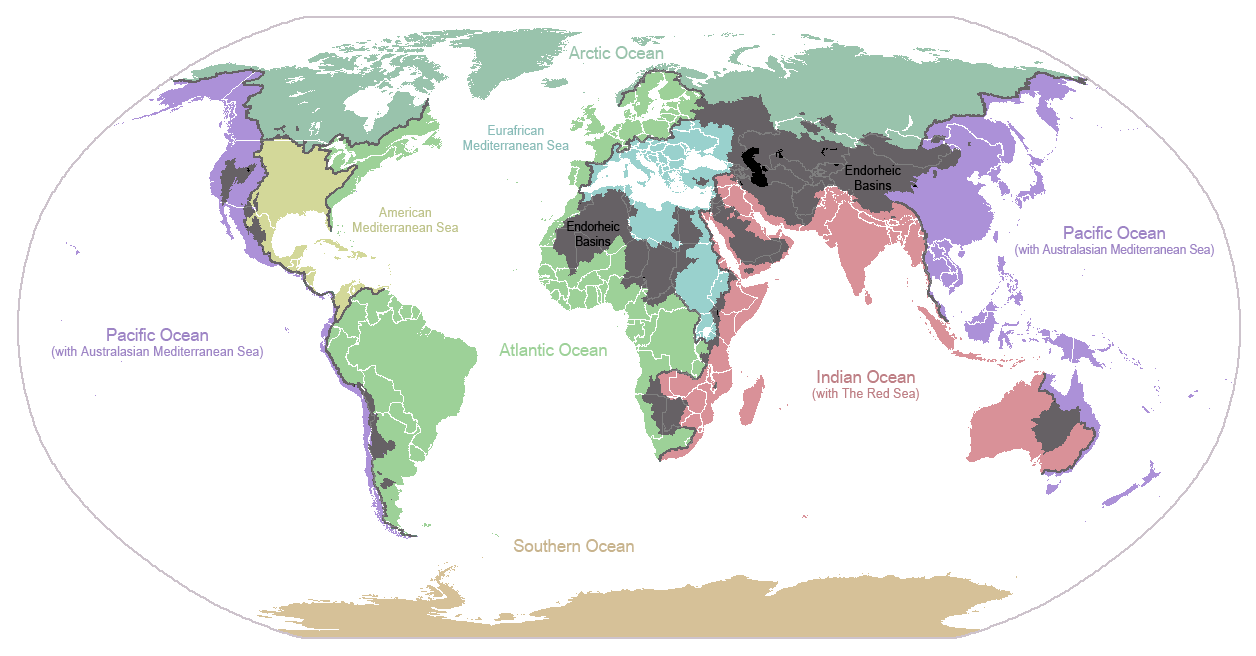
Hauptwasserscheiden der Erde: Die dunkelgrauen Gebiete sind endorheisch; ein großer farbiger Text benennt einen der fünf Ozeane, ein kleiner farbiger Text die Mittelmeere.

Eine Wasserscheide – oder genauer: Wasserscheidelinie (im Unterschied zu einem Wasserscheidepunkt) – ist der Grenzverlauf zwischen zwei benachbarten Flusssystemen. Sie entspricht also der Grenze zwischen den Einzugsgebieten des abfließenden Niederschlagswassers von zwei Flüssen. Zu unterscheiden sind oberirdische und unterirdische Wasserscheiden.

## Formen der Wasserscheiden

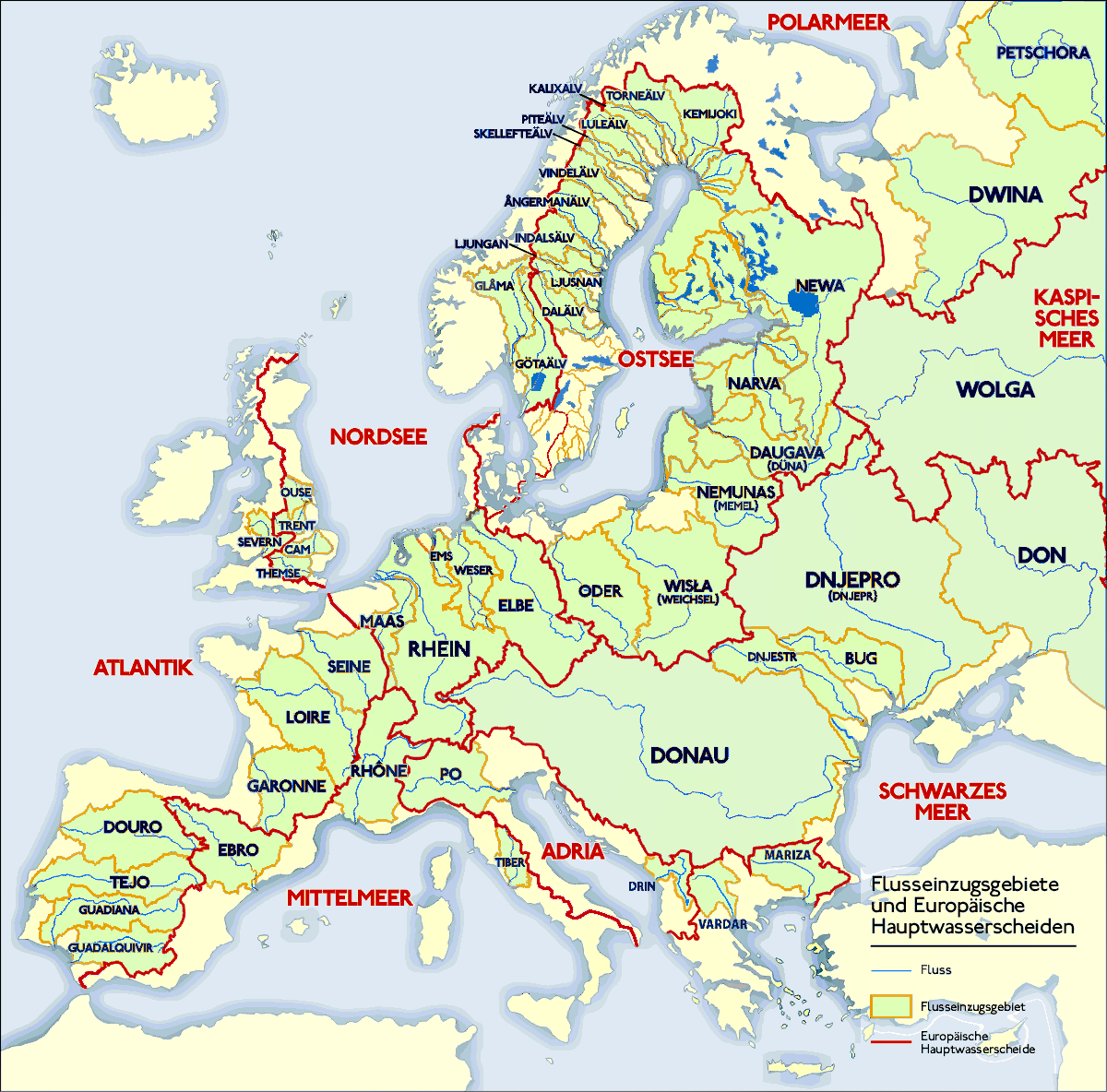
Europäische Flusseinzugsgebiete und Hauptwasserscheiden

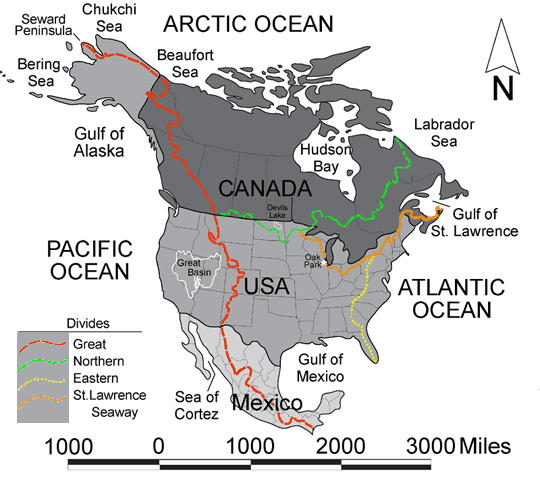
Nordamerikanische kontinentale Wasserscheide

Wasserscheiden sind, neben den Gewässern selbst, die wichtigsten Untersuchungsobjekte der Limnologie, der Fließgewässerkunde. Die Details im Grundwasserstrom untersucht die Hydrogeologie.

### Hierarchie und Struktur
Treffen sich drei Wasserscheidelinien, so entsteht – ähnlich einem Dreiländereck – ein Punkt, der Wasserscheidepunkt genannt wird. Hier fließt das Wasser in drei verschiedene Flusssysteme. Die Trennlinienzüge der großen ozeanischen Einzugsgebiete (der verschiedenen Meere) oder der großen endorheischen hydrografischen Provinzen sowie der Ströme (direkt in die großen stehenden Gewässer mündenden Flüsse, Flussordnungszahl 1), aber auch nur einer gewissen Region, werden Hauptwasserscheide genannt, die zugehörigen Hauptwasserscheidepunkte bilden die wichtigsten hydrographischen Marken. Die beiden Hauptwasserscheidepunkte Europas beispielsweise liegen 200 km westlich und 300 km nordwestlich von Moskau, der wichtigste Wasserscheidepunkt außerhalb Russlands liegt in der Schweiz am Pass Lunghin unterhalb des Piz Lunghin (Flusssysteme von Atlantik, Mittelmeer und Schwarzem Meer). Kennzeichnend für endorheische Gebiete ist der in der Senke liegende Wasserscheidepunkt, der die Mitte des Beckens markiert.
Zwischen den Nebenflüssen der direkt in die Meere strömenden Flüsse sind untergeordnete Wasserscheiden, zwischen deren Nebenflüssen sind es Wasserscheiden, die wiederum diesen untergeordnet sind (Wasserscheiden zweiter und dritter Ordnung).

### Ober- und unterirdische Wasserscheide

#### Kammwasserscheide
Meist stellt sich eine Wasserscheide als topographischer Höhenzug dar, bei dem die Trennlinie der Einzugsgebiete primär in einer Kammlinie besteht. Diese Kammlinie kennzeichnet die oberirdische Wasserscheide (oder Kammwasserscheide). Hier deckt sich das Niederschlagsgebiet mit dem Einzugsgebiet.

#### Talwasserscheide
In seltenen Fällen quert die Grenze zwischen zwei Einzugsgebieten, meist kaum merklich, eine Talsohle. Beiderseits solcher Talwasserscheiden fließt das Wasser in entgegengesetzten Richtungen der Tallinie folgend ab. Talwasserscheiden sind oft an Orten entstanden, wo sich der Verlauf einer Wasserscheide verschoben hat, etwa durch stauende Ablagerungen früherer Vereisungen, durch Flussanzapfung mit anschließender rückschreitender Erosion oder auch durch tektonisch bedingte Gefälleumkehr.

##### Sickerwasserscheide und Pseudobifurkation
Wo das Wasser aus einer feuchten Talsohle in mehrere Richtungen abfließt, kann das ohne durchlaufende Rinne geschehen (Sickerwasserscheide) oder ein Gewässer gibt das Wasser mal mehr in die eine, mal mehr in die andere Richtung ab. Dann spricht man von einer Pseudobifurkation.
Beispiele in den Alpen sind der Kartitscher Sattel im Gailtal in Osttirol, der die Wasserscheide zwischen Drau und Gail bildet, und die Wasserscheide im Toblacher Feld zwischen Innichen und Toblach in Südtirol, wo die Drau in das Schwarze Meer und die Rienz in die Adria entwässert. Bei Talwasserscheiden in den Alpen entstanden oft Ansiedlungen. Beispiele sind Eben im Pongau, Kirchberg in Tirol oder Waidring.
Im norddeutschen Tiefland gibt es extrem flache Talwasserscheiden mit Höhen von weniger als zwei Metern innerhalb der Urstromtäler, beispielsweise zwischen Havel und Finow im Eberswalder Urstromtal. Nicht weniger viele durch die Eiszeit entstandene Sumpfgebiete mit unklar begrenzten Abflüssen hat die Finnische Seenplatte.

##### Bifurkation
Ein anderer Fall ist die Bifurkation (Flusslauftrennung), bei der die Wasserscheide im Flussbett, in einem Sumpfgebiet oder im Untergrund liegt. Größte Wasserscheide dieses Typs ist die Bifurkation des Orinoco im Norden Südamerikas, dessen Hauptlauf in die Karibik entwässert, aber über den Brazo Casiquiare auch in den Amazonas und somit in den Atlantik.

#### Ebene mit geringem Abfluss
Wo in ebenem Gelände die Verdunstung oft oder immer größer ist als die Niederschlagsmenge, das Wasser also zumeist oder nie zu einem Gewässer hin abfließt, fehlen oft Gefälle und Rinnen, zwischen denen sich eine Wasserscheide definieren ließe. Es gibt aber auch keine zusammenhängenden Sumpfgebiete. Ein Beispiel in Mitteleuropa ist der Norden der Leipziger Tieflandsbucht zwischen Elbe und unterer Saale, genauer zwischen den Saalezuflüssen Fuhne und Taube.

#### Abflussloses Gebiet
Aus Einzugsgebieten, deren gesamter Niederschlagseintrag langfristig wie kurzfristig nie größer ist als die Verdunstung, die also nie eine positive Wasserbilanz haben, fließt notwendigerweise nie Wasser ins Weltmeer. Die Wasserscheiden um diese abflusslosen Gebiete können streckenweise Kammwasserscheiden sein und streckenweise undefinierbar durch Ebenen verlaufen. Innerhalb gibt es durchaus Flüsse. Deren Ziel kann ein abflussloses Binnenmeer sein, dessen Spiegel unter dem des Weltmeers liegt (Totes Meer und Kaspisches Meer) oder ein Binnendelta ohne Abfluss wie das Okawango-Delta. Tschadsee und Aralsee zeigen eine Entwicklung vom Binnensee zum Sumpfdelta.

#### Grundwasserscheide

Unterscheidung der ober- und unterirdischen Wasserscheide

Es gibt jedoch auch Wasserscheiden, die im Gelände nicht erkennbar sind, da sie im Boden verborgen liegen und damit vom geologischen Aufbau des Untergrundes abhängen. In diesem Fall wird von einer unterirdischen Wasserscheide (oder Grundwasserscheide) gesprochen. Dabei kann das tatsächliche Einzugsgebiet größer sein als das Niederschlagsgebiet, nämlich dann, wenn die unterirdische Wasserscheide aus einem benachbarten Niederschlagsgebiet herüberleitet. Dies ist speziell in Sedimentgestein der Fall, wenn die Schichten des Untergrundaufbaus so gelagert sind, dass eine Entwässerung unterirdisch entgegen der Falllinie des Hanges erfolgt. In geologisch homogenem Untergrund (z. B. bei magmatischem Gestein) decken sich unter- und oberirdische Wasserscheide. Die unterirdische Wasserscheide wird auch als Grundwasserscheide bezeichnet. Unterirdische und oberirdische Wasserscheiden können verschiedene Lagen haben. So liegt beispielsweise die unterirdische Wasserscheide zwischen Weser und Leine am Hohen Hagen auf einer Höhe von 310 m ü. NN in 40 Meter Tiefe, während die oberirdische Wasserscheide einige 100 Meter östlich auf 379 m ü. NN liegt.
Ein weiterer Sonderfall sind die vereisten Wasserscheiden, bei denen (wie in der Arktis) der Wassertransport fast ausschließlich durch Gletscher erfolgt. Dort können Eisströme weit über die im tiefen Grund liegenden Geländescheiden hinweg wandern. Die Schmelzwasserscheiden werden durch die sich ständig ändernde Eisoberfläche und die Gletschermühlen bestimmt, die Wasserscheide erscheint erst wieder am Gletschertor.

### Wanderung der Wasserscheiden
Wasserscheiden können, besonders wenn sie auf asymmetrischen Geländerücken verlaufen, allmählich durch die stärkere Denudation auf der steiler abfallenden Seite allmählich hin zur flacheren Seite hin verschoben werden, was das dortige Flussgebiet verkleinert – zugunsten des anderen, stärker eingetieften Flusssystems. Wasserscheiden können sich aber auch in geologisch sehr kurzen Zeiträumen großräumig verändern. So hat die Wutach (während der Würm-Kaltzeit vor rund 70.000 Jahren) die nach Osten gerichtete Feldbergdonau durch rückschreitende Erosion westlich der heutigen Stadt Blumberg nach Süden zum tiefer liegenden Rhein hin abgelenkt. Hierdurch wurde das Flusssystem des Rheins vergrößert, so wie auch schon in anderen ähnlichen Fällen entlang der Wasserscheide zwischen Rhein und Donau. Das verlassene Tal östlich des heutigen Wutachknies wird nun, bis zur 18 Kilometer entfernten verbliebenen Donau, von der Aitrach entwässert.
Wasserscheiden werden auch durch menschliche Eingriffe verändert, sowohl beim Bau von Kanälen für den Schiffsverkehr wie auch bei Kraftwerksbauten – hierbei auch mit Stollen. Beispiele sind der Panamakanal zwischen Atlantik und Pazifik (leitet das Wasser des Río Chagres, die einstige Wasserscheide querend, auch dem Pazifik zu), der Nord-Ostsee-Kanal (zerteilt das Flusssystem der Eider) und das Kraftwerk Kaprun in den Hohen Tauern südlich von Salzburg (das Schmelzwasser der Pasterze am Großglockner entwässert natürlicherweise nach Süden, wird heute aber zum Kraftwerk auf die Alpennordseite geleitet).

## Bestimmung und Bedeutung von Wasserscheiden
Die oberirdische Wasserscheide kann anhand großmaßstäbiger topographischer Karten oder Luftbildern bestimmt werden. Die Bestimmung der unterirdischen Wasserscheide gestaltet sich schwieriger. Sie kann anhand von Tracerversuchen (Farbstoffe, Salze etc.) näherungsweise bestimmt werden.
Wasserscheide und Einzugsgebiet sind für alle hydrografischen Aspekte der Gewässerkunde von Belang. Für die Ökologie sind Wasserscheiden von großer Bedeutung, denn sie sind die Grenzen, anhand derer man den Eintrag an Stoffen in das Wasser abschätzen kann. Auch werden aufgrund der Grenzen eines Einzugsgebiets verschiedene ökologische Regionen festgelegt. Die Hydrogeologie und Geomorphologie bestimmt die ober- und unterirdische Wasserscheide zur Durchführung von Wasserhaushaltsuntersuchungen, die zum Beispiel für die Modellierung von Hochwasserereignissen herangezogen werden. Die großen Wasserscheiden der Gebirge sind im Allgemeinen auch wichtige Klimascheiden.
Politisch sind Wasserscheiden eher von untergeordneter Bedeutung, da geologisch begründete politische Grenzen sich in der Regel an schwer zu überwindenden geologischen Besonderheiten wie Flüssen, Bergrücken oder Seen orientieren. Ausnahmen bilden politische Grenzverläufe im Bereich mancher Gletschergebiete in Gebirgsregionen wie den südamerikanischen Anden zwischen Argentinien und Chile im Campo de Hielo Sur oder in den Alpen, wie zum Beispiel der Grenzverlauf zwischen Italien und der Schweiz, der in größeren Zeitabständen immer wieder einmal korrigiert werden musste, zuletzt im März 2009.

## Beispiele für wichtige Wasserscheiden
- Europäische Hauptwasserscheide
- Wasserscheiden in Deutschland
- Wasserscheiden in den Alpen
- Nordamerikanische kontinentale Wasserscheide

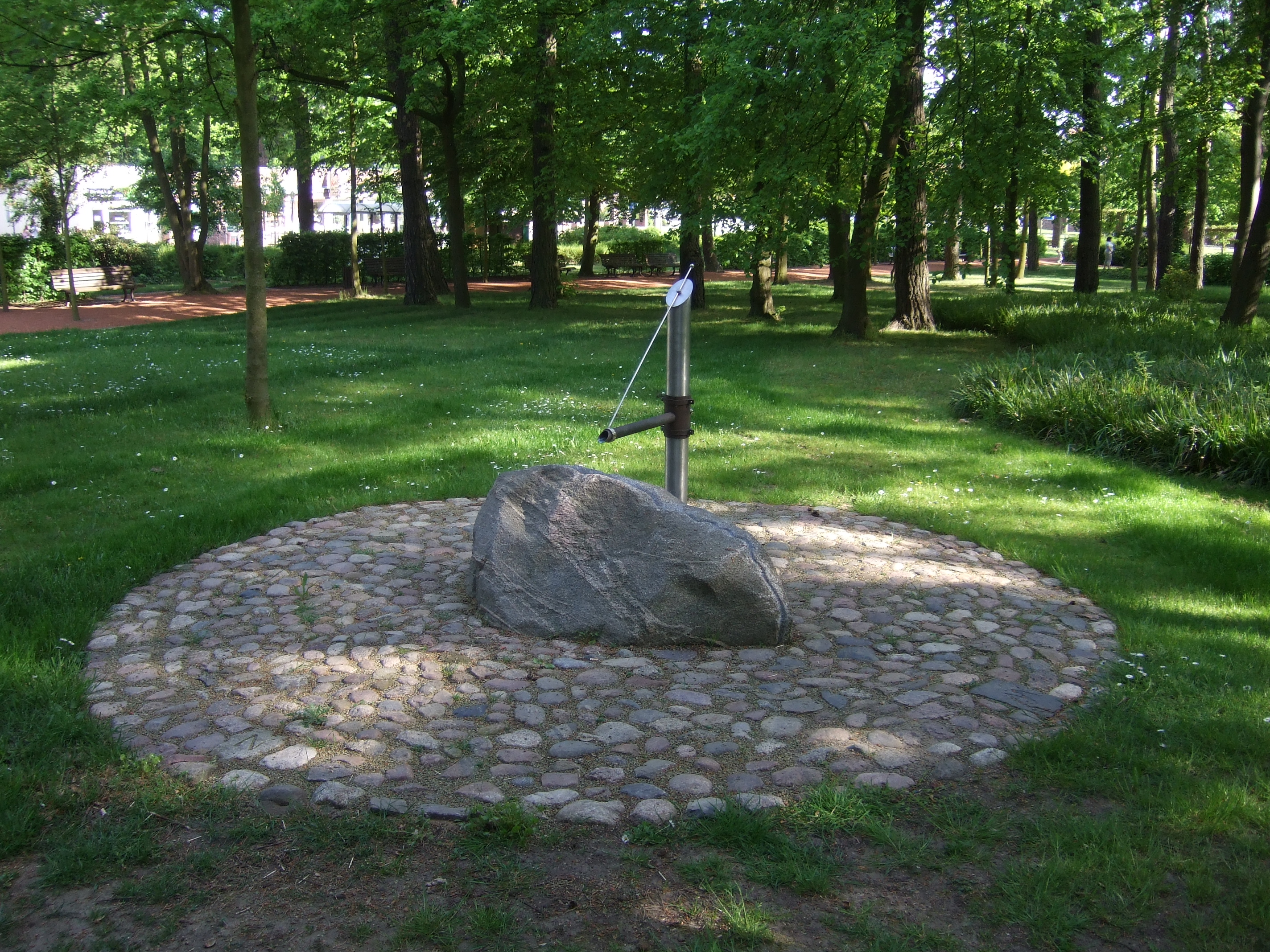
Wasserscheidestein auf der Nordsee-Ostsee-Wasserscheide in Wandlitz, Deutschland
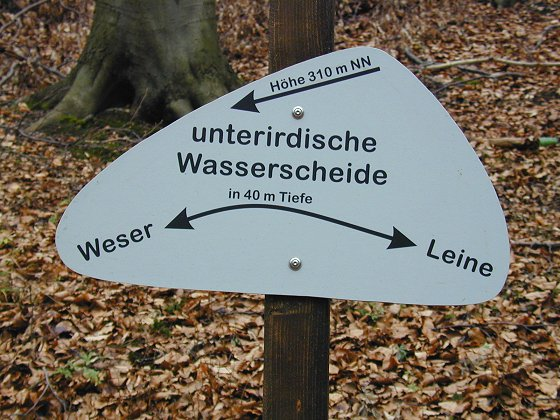
Hinweisschild am Quellen-Wanderweg zwischen Scheden und Jühnde
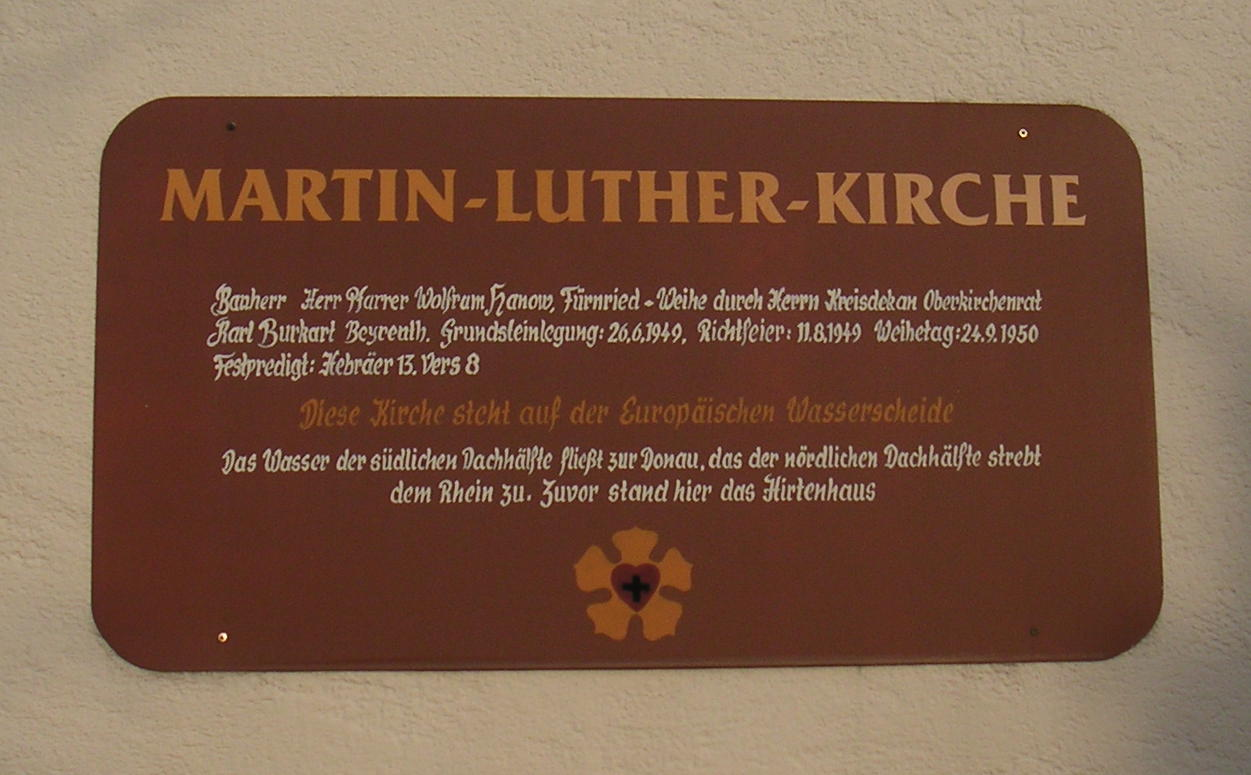
Kirchendachfirst als Teil der Wasserscheide – Schild an der Kirche in Poppberg, Landkreis Amberg-Sulzbach
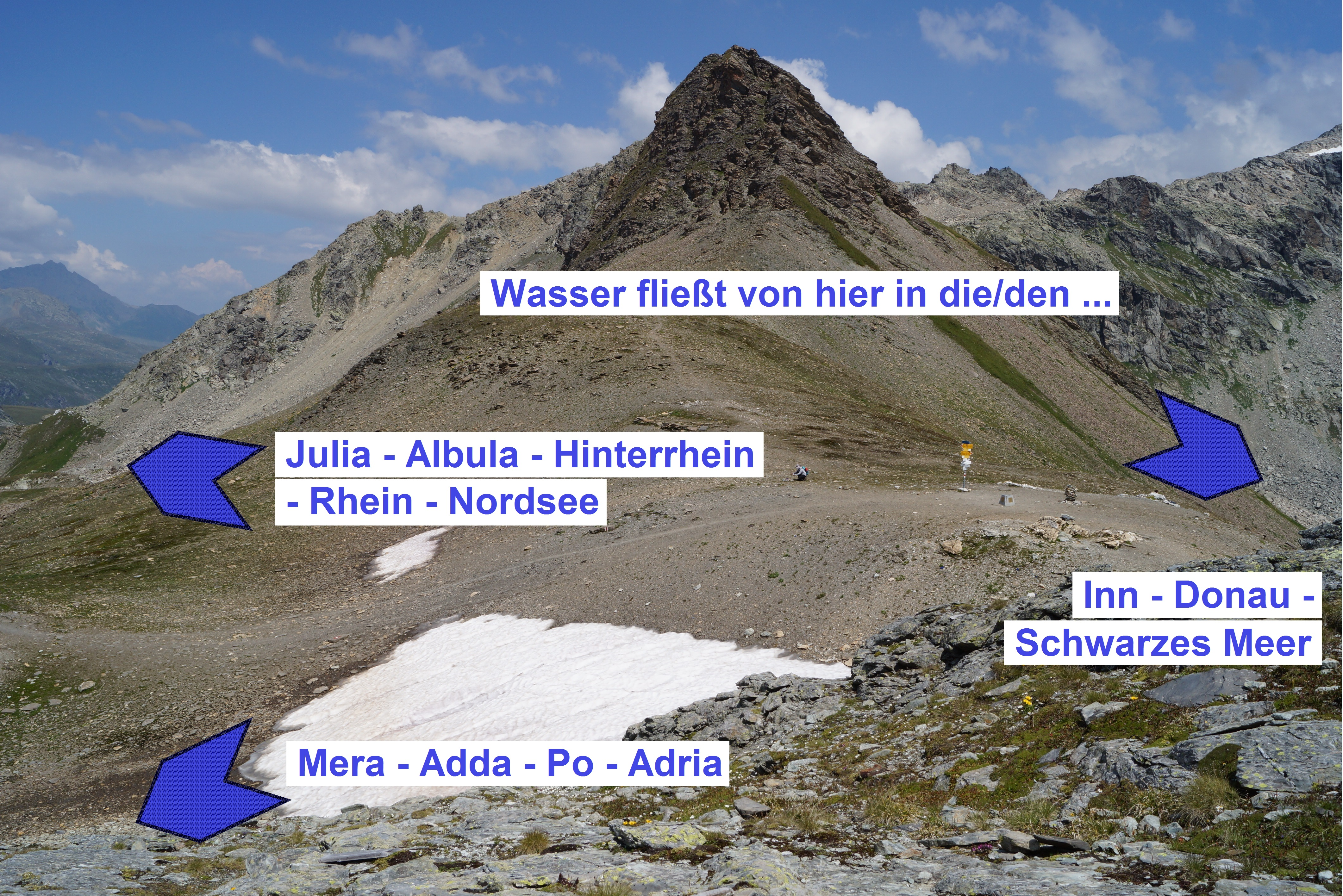
Dreifache Wasserscheide am Pass Lunghin beim Malojapass
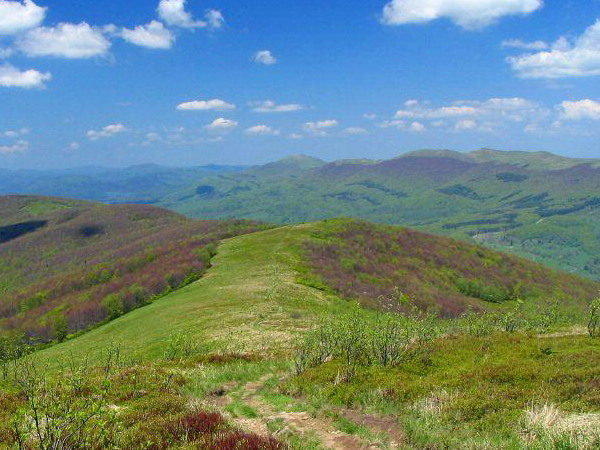
Fußweg auf der karpatischen Wasserscheide zwischen Uschok-Pass und Bieszczady
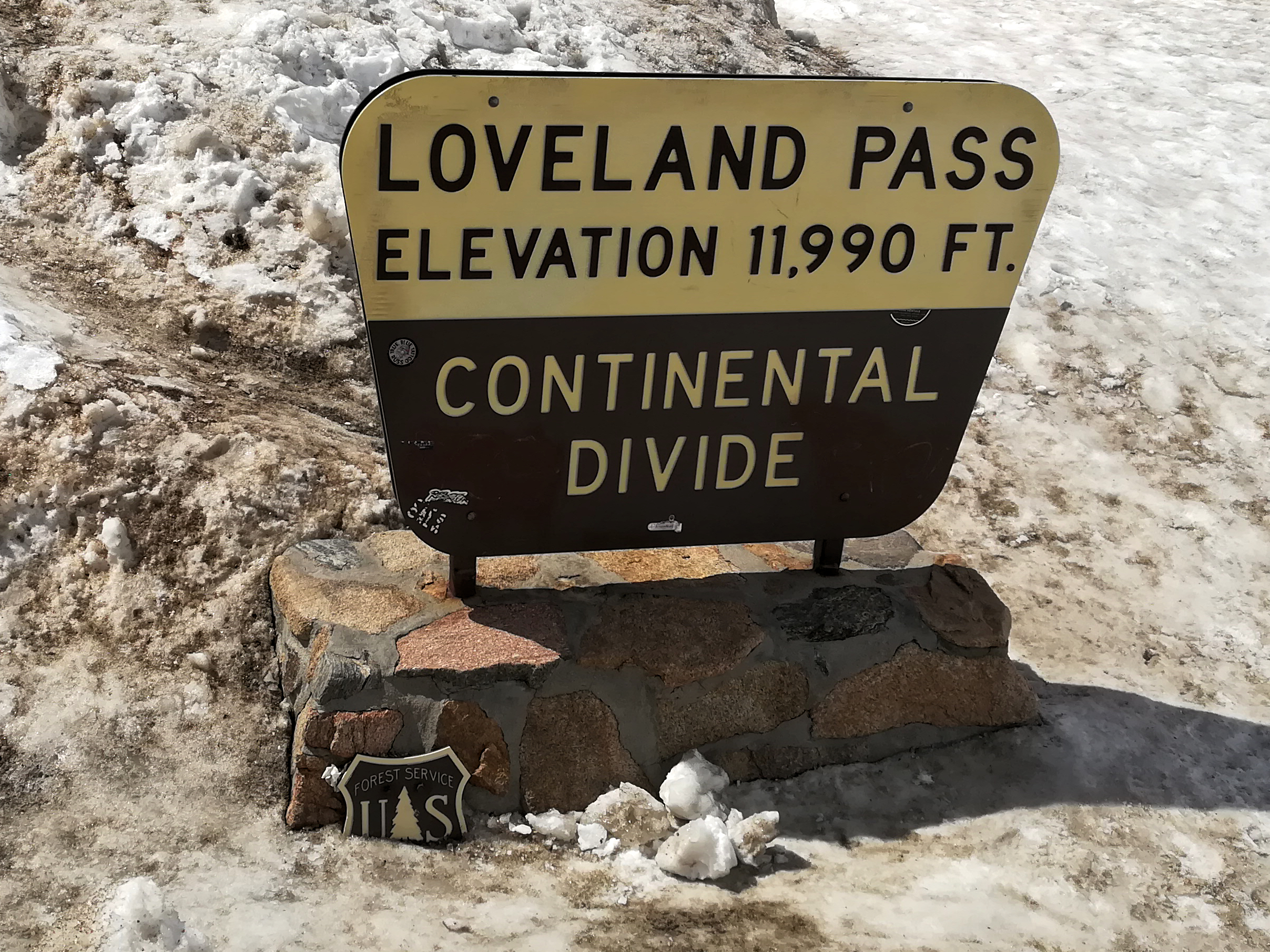
Hinweisschild am Loveland Pass in Colorado

### Kunst-Objekte
In Windhaag bei Freistadt, Oberösterreich wurde ein Wasserscheideskulpturenweg errichtet.

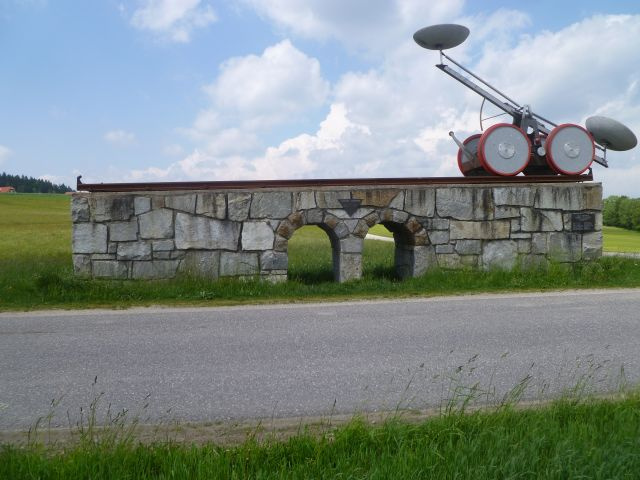
Das Wettershuttle im Mühlviertel, OÖ. (2012)

Das Wettershuttle (1999, Granit, Stahl) von Gerhard Eilmsteiner (* 1953) sammelt Regenwasser in einer hochgehaltenen Schale. Die Schwerkraft drückt sie dann nach unten, ein Hebel treibt die Maschine auf Schienenrädern ein Stück weit über die Wasserscheide, wo die Schale schließlich kippt und sich entleert. Eine zweite Schale dient analog dem Rückweg.